# How to Start a Fire
How to Start a Fire é o segundo álbum de estúdio da banda Further Seems Forever, lançado a 11 de Fevereiro de 2003.

## Faixas
Todas as faixas por Further Seems Forever.
1. "How to Start a Fire" – 2:51
2. "The Sound" – 3:41
3. "A Blank Page Empire" – 4:09
4. "Against My Better Judgement" – 3:41
5. "I Am" – 3:24
6. "Pride War" – 3:04
7. "On Legendary" – 3:40
8. "Insincerity as an Artform" – 3:44
9. "The Deep" – 3:46
10. "Aurora Borealis (In Long Form)" – 4:50

## Paradas
| Ano  | Parada                     | Posição |
| ---- | -------------------------- | ------- |
| 2003 | Top Heatseekers            | 1       |
| 2003 | Billboard 200              | 133     |
| 2003 | Top Contemporary Christian | 6       |

## Créditos
- Jason Gleason - Vocal
- Josh Colbert - Guitarra
- Derick Cordoba - Guitarra
- Chad Neptune - Baixo
- Steve Kleisath - Bateria
- James Wisner - Teclados, guitarra adicional